# 新业乡
新业乡，是中华人民共和国贵州省铜仁市印江土家族苗族自治县一个已撤销的乡级行政区，2015年3月18日，贵州省人民政府批复同意印江县乡镇行政区划调整，撤销新业乡，将其所辖行政区域划归木黄镇。